# Днепр (учения)
«Днепр-67» или просто «Днепр» — общевойсковые учения Вооружённых сил Советского Союза в 1967 году. Учения проходили 15 сентября — 1 октября 1967 года, в канун 50-го юбилея Октября. Основные действия происходили в Белоруссии между Днепром и его правым притоком — Припятью, частично учениями были охвачены прилегающие области Украинской ССР, Орловская и Курская области РСФСР.
Учения проводились под общим руководством министра обороны Маршала Советского Союза А. А. Гречко. В них участвовали войска Киевского, Белорусского, Прикарпатского и других военных округов. На них были представлены Сухопутные войска, Военно-Воздушные Силы, Войска противовоздушной обороны, Воздушно-десантные войска. Об учениях был снят фильм «Служу Советскому Союзу» (авторы сценария Николай Грибачёв и Иван Стаднюк)

## Ход учений
На первом этапе отрабатывались приведение войск в полную боевую готовность и вывод в районы боевых действий, для чего многие части и соединения совершали марши своим ходом от 400 до 800 км. Железнодорожные перевозки (с отработкой мобилизационных возможностей железнодорожного транспорта) выполнялись на тысячи километров.
Учения носили двухсторонний характер — были созданы группировки «восточных» и «западных». В ходе активной фазы учений войска форсировали реки Днепр и Припять, высаживали тактические и оперативные воздушные десанты, провели «встречное сражение» с участием свыше 1 000 танков с обеих сторон, проводили боевые стрельбы и бомбометание.
В ходе учений танковая дивизия в полном составе (330 танков) форсировала с ходу Днепр в его среднем течении, где ширина реки достигала 450—500 метров, а глубина — трёх-четырёх метров.

### Воздушно-десантный компонент учений

Десантники на учениях «Днепр».

В ходе стратегических учений «Днепр-67» состоялось практическое изучение идеи использования вертолётной авиатехники для доставки непосредственно на поле боя десантных формирований. Для этого на базе 51-го парашютно-десантного полка была сформирована экспериментальная 1-я воздушно-десантная бригада под командованием генерал-майора Кобзаря в целях отработки вертолётной высадки на днепровский плацдарм. По результатам были сделаны соответствующие выводы и уже в 1968—69 годах в ВС СССР появились первые воздушно-штурмовые бригады (через некоторое время они были переименованы в десантно-штурмовые).

## Итоги и оценки
Подведение итогов учений и смотр войск состоялись 1 октября 1967 года в Киеве, в них участвовало всё высшее партийное и государственной руководство СССР, в том числе Л. И. Брежнев, А. Н. Косыгин, Н. В. Подгорный.
Подводя итоги, Министр обороны Маршал Советского Союза А. А. Гречко отмечал, что в ходе этих учений продемонстрированы образцы творческой инициативы и находчивости в использовании оружия и боевой техники, в освоении новых способов вооружённой борьбы, и призвал всё ценное внедрить в практику обучения и воспитания войск.
Все участники учений «Днепр» удостоились благодарности командования. Многие участники также были награждены орденами, медалями, золотыми часами и т. д.
Британский военный обозреватель и историк Джон Эриксон в своём исследовании «Советская военная мощь», написанном для Американского института стратегических исследований в 1973 году, писал, что учения «Днепр» показали то, насколько быстро Советский Союз способен осуществлять переброску колоссального количества личного состава и техники воздушным путём — ведь в течение 22 минут было десантировано 8 тысяч человек и 160 единиц боевой техники.
Учения «Днепр» детально описывает в своей книге «Освободитель» известный перебежчик Владимир Богданович Резун.